# Marmota menzbieri
Marmota menzbieri (Бабак Мензбіра) — ссавець роду бабак.

## Морфологічні особливості
Це малий бабак з довжиною тіла від 40 до 45 см, хвіст до 12 см, середня маса тіла 2,5 кг. Шерсть довга, густа, м'яка. Забарвлення верху від жовто-коричневого і темно-коричневого до чорного. Черево й боки світлі. Забарвлення голови, шиї і передньої частини спини однорідно темне. Щоки і місця прикріплення вібрисів світлі. Вуха рудуваті. Облямівка губ біла. Верхня частина хвоста має такий же колір, як і спина. Низ хвоста більш темний.

## Поширення
Країни проживання: Казахстан; Киргизстан, Узбекистан. Поширений від середніх і високих поясів гірських степів до альпійських луків, від 2000 до 3400 м.

## Звички
На зимівлю йде у різних частинах ареалу від середини серпня до першої декади вересня. Сплячка закінчується в залежності від часу танення снігу. Нори до 2,5 - 3 м в довжину і мають 3-4 виходів. Є близько 4-5 тимчасових (годування) нір, які мають тільки 1 вихід. Харчується переважно підземними частинами рослин, але іноді споживає комах. Парування відбувається в норах відразу після з'яви навесні. Розмір приплоду становить 2-7 в північній частині ареалу і в південній частині 1-4.